# Vèbre (Ariège)
Vèbre ist eine französische Gemeinde mit 115 Einwohnern (Stand 1. Januar 2022) im Département Ariège in der Region Okzitanien. Sie gehört zum Kanton Haute-Ariège und zum Arrondissement Foix. 
Sie grenzt im Nordwesten und Norden an Caychax-et-Senconac, im Osten an Urs, im Südosten und im Süden an Lassur und im Westen an Albiès.

## Bevölkerungsentwicklung
| Jahr                       | 1962 | 1968 | 1975 | 1982 | 1990 | 1999 | 2008 | 2019 |
| -------------------------- | ---- | ---- | ---- | ---- | ---- | ---- | ---- | ---- |
| Einwohner                  | 179  | 149  | 129  | 130  | 128  | 124  | 141  | 124  |
| Quellen: Cassini und INSEE |      |      |      |      |      |      |      |      |